# 小口正範
小口 正範（こぐち まさのり、1955年7月12日 - ）は、日本の実業家。三菱重工業株式会社代表取締役副社長最高財務責任者を経て、日本原子力研究開発機構理事長、日本CFO協会理事長。ペンネームは林 碧。

## 人物・経歴
栃木県宇都宮市出身。宇都宮市立陽北中学校、栃木県立宇都宮高等学校を経て、1978年北海道大学法学部卒業、三菱重工業入社、総務部。2008年資金部長。2013年経理総括部長、ニチユ三菱フォークリフト監査役。2014年執行役員グループ戦略推進室長。2015年代表取締役常務執行役員、CFO、グループ戦略推進室長に昇格。2018年からは代表取締役副社長執行役員、CFOを務め、開発中の三菱リージョナルジェットに関し、開発費の回収が困難な状況にあることを明らかにし、営業の強化を進める方針を示すなどした。2020年顧問。2022年国立研究開発法人日本原子力研究開発機構理事長。2023年日本CFO協会理事長。

## 趣味
小学校時代からの蝶好きで、高校在学中は同級生の吉澤誠（のちに東北大学教授）と「蝶と蛾の違いの研究」を行い、賞を受けた経験もある。蝶の著作は林碧ペンネームで執筆した。

## 著書
- 『蝶のことなど 私の「少年の日の思い出」』（林碧名義）丸善プラネット 2015年[5]